# Bernard Adams
Bernard Adams (Gelrode, 4 januari 1941) is een voormalig Belgisch wielrenner. Hij was beroepswielrenner van 1965 tot 1969.

## Palmares
1965
- 6e Ronde van het Noorden

## Ploegen
- 1964-Marcel Kint-Reno
- 1965-Lamot-Libertas
- 1965-Torpedo-Fichtel&Sachs (vanaf 20/06)
- 1966-Goldor-Main d'Or
- 1967-Fontpiñeda-Libertas (tot 15/05)
- 1967-Okay Whisky-Diamant-De Torrens
- 1968-Okay Whisky-Diamant-Simons
- 1969-Okay Whisky-Diamant-Geens